# Rodrigo Dudok
Rodrigo Dudok Rivero (Montevideo, 23 de julio de 2007) es un futbolista uruguayo. Juega de extremo izquierdo y su equipo es el Defensor Sporting Club de la Primera División de Uruguay.

## Trayectoria
A sus 13 años se incorporó a las divisiones juveniles de Defensor Sporting en 2021, debido a la Pandemia de COVID-19 jugaron un Campeonato Especial el cual finalizaron en segunda posición, en su primer año convirtió 18 goles en igual cantidad de partidos con la sub-14. En 2022 mantuvo una buena cuota goleadora, jugó 24 encuentros y convirtió 20 goles, ganaron el Torneo Apertura sub-15.
Fue convocado para jugar la Copa Libertadores Sub-20 de 2023 con Defensor Sporting, a pesar de ser categoría sub-16. No tuvo participación en los 2 primeros encuentros, en los cuales se enfrentaron a Boca Juniors y Palmeiras pero perdieron en ambos. Debutó en el último partido de la fase de grupos el 9 de julio, ingresó en el transcurso del segundo tiempo para medirse ante Huachipato, ganaron 0-3 pero no pudieron avanzar a la siguiente fase.
En el plano local, lo ascendieron directamente a la sub-17 en 2023, jugó 19 partidos y convirtió 5 goles.
Debutó como profesional el 26 de mayo de 2024, el entrenador Martín Varini lo colocó en el campo al minuto 79 y vencieron 3-1 a Cerro Largo en el Franzini.

## Selección nacional
Ha sido parte de la selección de fútbol de Uruguay en las categorías juveniles sub-17, sub-18, sub-20 y sub-23.
Fue convocado por primera vez en agosto de 2022 por el entrenador de la sub-17, Diego Demarco, tuvo la oportunidad debido a que tenían planificada doble competencia para el siguiente mes y citaron 45 jugadores. Tras unas semanas de entrenamientos fue confirmado para jugar un cuadrangular amistoso en Alemania.
Debutó con la Celeste el 22 de septiembre de 2022, fue titular para enfrentar al local Alemania, convirtió un gol y ganaron a los Teutones por primera vez en la historia de la categoría, con un marcador 1-3. En el segundo partido tuvo minutos desde el banco de suplentes y empataron sin goles contra Israel. Finalizaron la competición internacional amistosa el 26 de septiembre, volvió a ser titular contra Bélgica, tras comenzar con un marcador adverso, lograron darlo vuelta, ganaron 1-2 y se coronaron campeones del cuadrangular.
Volvió a ser convocado a los entrenamientos y lo citaron para jugar un nuevo cuadrangular internacional amistoso, esta vez en Argentina. En el primer partido fue titular para enfrentar a Ecuador, al minuto 40 su compañero Felipe Serrés abrió el marcador y antes de finalizar el primer tiempo expulsaron un ecuatoriano, para la segunda mitad Luciano González convirtió un doblete en los primeros 7 minutos que puso el 3-0 parcial, mediante un penal y con un gol en tiempo cumplido los rivales acortaron la distancia en el marcador pero igualmente ganó Uruguay 3-2. No tuvo minutos en el segundo encuentro y empataron 0-0 frente a Perú. Cerraron la competición el 29 de octubre, volvió a ser titular contra el local Argentina, se destacó con un doblete, ganaron 1-3 y se coronaron campeones de la Copa Ciudad de Ezeiza.
Al año siguiente mantuvo un lugar en las convocatorias, jugaron amistosos contra Chile, Uzbekistán y Bolivia, estuvo presente en todos. 
El 8 de marzo de 2023 se dio a conocer la lista definitiva del plantel para el Campeonato Sudamericano Sub-17 y Dudok fue confirmado.
Debutó en el Sudamericano el 30 de marzo, fue titular contra Colombia, combinado con el que empataron sin goles. Uruguay quedó eliminado en la fase de grupos tras 1 victoria, 1 empate y 2 derrotas, fue titular en los 4 encuentros a pesar de ser una categoría menor.
El 17 de mayo de 2023 fue citado por el nuevo entrenador de la selección absoluta de Uruguay, Marcelo Bielsa, para ser parte de un combinado juvenil y hacer de sparring a la selección mayor. Volvió a ser citado como sparring de la absoluta de cara a la Clasificación de Conmebol para la Copa Mundial de 2026, para las fechas FIFA de septiembre y noviembre.
En diciembre fue seleccionado para entrenar con vistas al Torneo Preolímpico Sudamericano Sub-23 de 2024, en un grupo de jugadores con edad para ser parte de la sub-20 en 2025. Fue confirmado en la lista definitiva, le fue asignada la camiseta número 13. Llamó la atención por ser el menor del plantel con 16 años y el único sin minutos en Primera División.
Debido a una lesión, no pudo participar en el Preolímpico, en su lugar fue citado Agustín Albarracín.
En 2025 comenzó a ser parte de los entrenamientos de la sub-18, a cargo del "Ruso" Pérez, fue convocado a un torneo amistoso en Suiza.

## Estadísticas

### Clubes
Actualizado al último partido citado el 28 de junio de 2025.
| Club                           | Div.          | Temporada     | Liga  | Liga  | Liga   | Copas nacionales | Copas nacionales | Copas nacionales | Copas internacionales | Copas internacionales | Copas internacionales | Total | Total | Total  |
| Club                           | Div.          | Temporada     | Part. | Goles | Asist. | Part.            | Goles            | Asist.           | Part.                 | Goles                 | Asist.                | Part. | Goles | Asist. |
| ------------------------------ | ------------- | ------------- | ----- | ----- | ------ | ---------------- | ---------------- | ---------------- | --------------------- | --------------------- | --------------------- | ----- | ----- | ------ |
| Defensor Sporting C. · Uruguay | 1.ª           | 2023          | -     | -     | -      | 0                | 0                | 0                | -                     | -                     | -                     | 0     | 0     | 0      |
| Defensor Sporting C. · Uruguay | 1.ª           | 2024          | 6     | 0     | 0      | 2                | 1                | 0                | -                     | -                     | -                     | 8     | 1     | 0      |
| Defensor Sporting C. · Uruguay | 1.ª           | 2025          | 7     | 0     | 0      | -                | -                | -                | 1                     | 0                     | 0                     | 8     | 0     | 0      |
| Defensor Sporting C. · Uruguay | Total club    | Total club    | 13    | 0     | 0      | 2                | 1                | 0                | 1                     | 0                     | 0                     | 16    | 1     | 0      |
| Total carrera                  | Total carrera | Total carrera | 13    | 0     | 0      | 2                | 1                | 0                | 1                     | 0                     | 0                     | 16    | 1     | 0      |
| 1. 2.                          |               |               |       |       |        |                  |                  |                  |                       |                       |                       |       |       |        |

### Selección
Actualizado al último partido citado el 10 de junio de 2025.
| Selección         | Temporada         | Continental | Continental | Continental | Mundial      | Mundial      | Mundial      | Amistosos | Amistosos | Amistosos | Total | Total | Total  |
| Selección         | Temporada         | Part.       | Goles       | Asist.      | Part.        | Goles        | Asist.       | Part.     | Goles     | Asist.    | Part. | Goles | Asist. |
| ----------------- | ----------------- | ----------- | ----------- | ----------- | ------------ | ------------ | ------------ | --------- | --------- | --------- | ----- | ----- | ------ |
| Sub-17 · Uruguay  | 2022              | —           | —           | —           | —            | —            | —            | 5         | 3         | 0         | 5     | 3     | 0      |
| Sub-17 · Uruguay  | 2023              | 4           | 0           | 0           | No clasificó | No clasificó | No clasificó | 6         | 0         | 0         | 10    | 0     | 0      |
| Sub-17 · Uruguay  | Total sel.        | 4           | 0           | 0           | 0            | 0            | 0            | 11        | 3         | 0         | 15    | 3     | 0      |
| Sub-18 · Uruguay  | 2025              | —           | —           | —           | —            | —            | —            | 4         | 0         | 0         | 4     | 0     | 0      |
| Sub-18 · Uruguay  | Total sel.        | 0           | 0           | 0           | 0            | 0            | 0            | 4         | 0         | 0         | 4     | 0     | 0      |
| Sub-20 · Uruguay  | 2024              | —           | —           | —           | —            | —            | —            | 1         | 0         | 0         | 1     | 0     | 0      |
| Sub-20 · Uruguay  | Total sel.        | 0           | 0           | 0           | 0            | 0            | 0            | 1         | 0         | 0         | 1     | 0     | 0      |
| Sub-23 · Uruguay  | 2024              | -           | -           | -           | No clasificó | No clasificó | No clasificó | 0         | 0         | 0         | 0     | 0     | 0      |
| Sub-23 · Uruguay  | Total sel.        | 0           | 0           | 0           | 0            | 0            | 0            | 0         | 0         | 0         | 0     | 0     | 0      |
| Total selecciones | Total selecciones | 4           | 0           | 0           | 0            | 0            | 0            | 16        | 3         | 0         | 20    | 3     | 0      |
| 1.                |                   |             |             |             |              |              |              |           |           |           |       |       |        |

## Palmarés

### Títulos nacionales
| Título       | Club                 | País    | Año  |
| ------------ | -------------------- | ------- | ---- |
| Copa Uruguay | Defensor Sporting C. | Uruguay | 2023 |
| Copa Uruguay | Defensor Sporting C. | Uruguay | 2024 |